# 河原崎篤
河原崎 篤（かわらさき あつし、1922年11月25日 - 1994年3月4日）は、日本の経営者。三井鉱山社長、会長を務めた。福岡県大牟田市出身。

## 経歴・人物
1947年に東京帝国大学経済学部を卒業し、三井鉱山に入社した。1977年に取締役に就任し、1981年に常務、1985年に副社長を経て、1987年6月に社長に就任。1991年6月には会長に就任。
1994年3月4日心不全のために死去。71歳没。